# Campeonato Africano de Atletismo de 2010 - Heptatlo feminino
A prova do heptatlo feminino do Campeonato Africano de Atletismo de 2010 foi disputada entre os dias 30 e 31 de julho de 2010 em Nairóbi, no Quênia. 

## Recordes
Antes desta competição, os recordes mundiais e do campeonato nesta prova eram os seguintes:
|                       | Nome                 | Nacionalidade  | Pontos   | Local     | Data                   |
| --------------------- | -------------------- | -------------- | -------- | --------- | ---------------------- |
| Recorde mundial       | Jackie Joyner-Kersee | Estados Unidos | 7291 pts | Seul      | 24 de setembro de 1988 |
| Recorde do campeonato | Margaret Simpson     | Gana           | 6154 pts | Brazavile | 15 de julho de 2004    |
| Recorde africano      | Margaret Simpson     | Gana           | 6423 pts | Götzis    | 29 de maio de 2005     |

Os seguintes recordes foram estabelecidos durante esta competição:
| Data        | Evento | Atleta           | Nacionalidade | Pontos   | Notas                 |
| ----------- | ------ | ---------------- | ------------- | -------- | --------------------- |
| 31 de julho | Final  | Margaret Simpson | Gana          | 6031 pts | Recorde do campeonato |

## Medalhistas
| Ouro                   | Prata               | Bronze                  |
| Margaret Simpson (GHA) | Janet Wienand (RSA) | Ts'oalei Selloane (LES) |

## Cronograma
Todos os horários são locais (UTC+3).
| Data        | Hora  | Evento                   |
| ----------- | ----- | ------------------------ |
| 30 de julho | 09:30 | 100 metros com barreiras |
| 30 de julho | 10:25 | Salto em altura          |
| 30 de julho | 14:20 | Arremesso de peso        |
| 30 de julho | 16:10 | 200 metros               |
| 31 de julho | 09:15 | Salto em distância       |
| 31 de julho | 10:40 | Lançamento de dardo      |
| 31 de julho | 17:30 | 800 metros               |

## Resultado

### 100 metros com barreiras
| Posição | Bateria | Atleta                   | Nacionalidade    | Tempo | Pontos | Notas                |
| ------- | ------- | ------------------------ | ---------------- | ----- | ------ | -------------------- |
| 1       | 2       | Margaret Simpson         | Gana             | 13.93 | 988    |                      |
| 2       | 2       | Janet Wienand            | África do Sul    | 14.05 | 971    | Recorde pessoal      |
| 3       | 1       | Patience Okoro           | Nigéria          | 14.65 | 888    | Recorde pessoal      |
| 4       | 1       | Ts'oalei Selloane        | Lesoto           | 14.89 | 856    | Recorde da temporada |
| 5       | 2       | Sandrine Kangni Thiebaud | Togo             | 15.06 | 834    | Recorde pessoal      |
| 6       | 1       | Nana Blakime             | Togo             | 15.53 | 773    | Recorde pessoal      |
| 7       | 1       | Corlia Kruger            | Namíbia          | 15.95 | 720    |                      |
| 8       | 2       | Bibiana Olama            | Guiné Equatorial | 15.95 | 720    | Recorde nacional     |
| 9       | 2       | Catherine Kagwiria       | Quênia           | 16.95 | 602    |                      |
| 10      | 1       | Nicole Offner            | África do Sul    | 16.99 | 598    |                      |
| 11      | 2       | Margaret Mumbi           | Quênia           | 19.30 | 363    |                      |
| 12      | 1       | Lydiah Tum Chepkirui     | Quênia           | 20.76 | 242    |                      |
| 99 !    | 1       | Bonolo Maretele          | Botswana         | DNS   | 0      |                      |
| 99 !    | 2       | Beatrice Kambole         | Burquina Fasso   | DNS   | 0      |                      |

### Salto em altura
| Posição | Atleta                   | Nacionalidade    | 1.30 | 1.33 | 1.36 | 1.39 | 1.42 | 1.45 | 1.48 | 1.51 | 1.54 | 1.57 | 1.60 | 1.63 | 1.66 | 1.69 | 1.72 | 1.75 | 1.78 | 1.81 | Resultados | Pontos | Notas                | Pts total |
| ------- | ------------------------ | ---------------- | ---- | ---- | ---- | ---- | ---- | ---- | ---- | ---- | ---- | ---- | ---- | ---- | ---- | ---- | ---- | ---- | ---- | ---- | ---------- | ------ | -------------------- | --------- |
| 1       | Margaret Simpson         | Gana             | –    | –    | –    | –    | –    | –    | –    | –    | –    | –    | o    | o    | –    | o    | o    | o    | o    | xxx  | 1.78       | 953    |                      | 1941      |
| 2       | Ts'oalei Selloane        | Lesoto           | –    | –    | –    | –    | –    | –    | –    | –    | –    | –    | o    | o    | o    | o    | o    | xo   | xxx  |      | 1.75       | 916    |                      | 1772      |
| 3       | Patience Okoro           | Nigéria          | –    | –    | –    | –    | –    | –    | –    | o    | –    | o    | o    | o    | xo   | o    | xxx  |      |      |      | 1.69       | 842    | Recorde da temporada | 1730      |
| 4       | Janet Wienand            | África do Sul    | –    | –    | –    | –    | –    | –    | –    | –    | –    | xo   | –    | xo   | o    | xo   | xxx  |      |      |      | 1.69       | 842    | Recorde pessoal      | 1813      |
| 5       | Corlia Kruger            | Namíbia          | –    | –    | –    | –    | –    | –    | –    | o    | o    | o    | o    | xxx  |      |      |      |      |      |      | 1.60       | 736    |                      | 1456      |
| 6       | Sandrine Kangni Thiebaud | Togo             | –    | –    | –    | –    | o    | o    | o    | xo   | o    | xxo  | xxx  |      |      |      |      |      |      |      | 1.57       | 701    | Recorde pessoal      | 1535      |
| 7       | Catherine Kagwiria       | Quênia           | –    | –    | –    | –    | –    | o    | o    | xo   | xxx  |      |      |      |      |      |      |      |      |      | 1.51       | 632    |                      | 1234      |
| 8       | Nicole Offner            | África do Sul    | –    | –    | –    | –    | o    | o    | o    | xxx  |      |      |      |      |      |      |      |      |      |      | 1.48       | 599    |                      | 1197      |
| 8       | Bibiana Olama            | Guiné Equatorial | –    | –    | –    | –    | –    | –    | o    | xxx  |      |      |      |      |      |      |      |      |      |      | 1.48       | 599    | Recorde nacional     | 1319      |
| 10      | Margaret Mumbi           | Quênia           | –    | –    | –    | –    | o    | xxx  |      |      |      |      |      |      |      |      |      |      |      |      | 1.42       | 534    |                      | 897       |
| 11      | Lydiah Tum Chepkirui     | Quênia           | –    | o    | o    | o    | xxx  |      |      |      |      |      |      |      |      |      |      |      |      |      | 1.39       | 502    |                      | 744       |
| 12      | Nana Blakime             | Togo             | o    | xo   | o    | –    | xxx  |      |      |      |      |      |      |      |      |      |      |      |      |      | 1.36       | 470    | Recorde da temporada | 1243      |

### Arremesso de peso
| Posição | Atleta                   | Nacionalidade    | #1    | #2    | #3    | Resultados | Pontos | Notas                | Pts total |
| ------- | ------------------------ | ---------------- | ----- | ----- | ----- | ---------- | ------ | -------------------- | --------- |
| 1       | Patience Okoro           | Nigéria          | 13.09 | 13.08 | X     | 13.09      | 733    | Recorde pessoal      | 2463      |
| 2       | Margaret Simpson         | Gana             | 12.10 | 11.91 | X     | 12.10      | 668    |                      | 2609      |
| 3       | Nicole Offner            | África do Sul    | 11.54 | 11.71 | X     | 11.71      | 642    |                      | 1839      |
| 4       | Janet Wienand            | África do Sul    | 11.44 | X     | 11.11 | 11.44      | 624    | Recorde pessoal      | 2437      |
| 5       | Ts'oalei Selloane        | Lesoto           | X     | 11.12 | 10.64 | 11.12      | 603    |                      | 2375      |
| 6       | Bibiana Olama            | Guiné Equatorial | 10.75 | 10.36 | 10.59 | 10.75      | 579    |                      | 1898      |
| 7       | Sandrine Kangni Thiebaud | Togo             | 10.55 | 10.39 | 10.52 | 10.55      | 566    | Recorde da temporada | 2101      |
| 8       | Nana Blakime             | Togo             | 10.14 | 9.56  | 10.13 | 10.14      | 539    | Recorde da temporada | 1782      |
| 9       | Corlia Kruger            | Namíbia          | 8.86  | 8.66  | X     | 8.86       | 455    |                      | 1911      |
| 10      | Catherine Kagwiria       | Quênia           | 7.03  | 8.39  | 8.05  | 8.39       | 425    |                      | 1659      |
| 11      | Margaret Mumbi           | Quênia           | 7.03  | 7.64  | 7.77  | 7.77       | 385    |                      | 1282      |
| 12      | Lydiah Tum Chepkirui     | Quênia           | 6.83  | X     | 6.59  | 6.83       | 385    |                      | 1129      |

### 200 metros
| Posição | Bateria | Atleta                   | Nacionalidade    | Tempo | Pontos | Notas                | Pts total |
| ------- | ------- | ------------------------ | ---------------- | ----- | ------ | -------------------- | --------- |
| 1       | 2       | Margaret Simpson         | Gana             | 24.99 | 888    | Recorde da temporada | 3497      |
| 2       | 2       | Janet Wienand            | África do Sul    | 25.38 | 852    | Recorde pessoal      | 3289      |
| 3       | 2       | Sandrine Kangni Thiebaud | Togo             | 25.49 | 842    | Recorde da temporada | 2943      |
| 4       | 1       | Patience Okoro           | Nigéria          | 25.81 | 814    | Recorde pessoal      | 3277      |
| 5       | 1       | Ts'oalei Selloane        | Lesoto           | 26.24 | 776    | Recorde da temporada | 3151      |
| 6       | 1       | Nana Blakime             | Togo             | 26.67 | 740    | Recorde da temporada | 2522      |
| 7       | 2       | Margaret Mumbi           | Quênia           | 26.73 | 734    |                      | 2016      |
| 8       | 2       | Catherine Kagwiria       | Quênia           | 26.81 | 728    |                      | 2387      |
| 9       | 1       | Corlia Kruger            | Namíbia          | 26.95 | 716    |                      | 2627      |
| 10      | 1       | Nicole Offner            | África do Sul    | 27.22 | 694    |                      | 2533      |
| 11      | 1       | Lydiah Tum Chepkirui     | Quênia           | 27.42 | 677    |                      | 1806      |
| 12      | 2       | Bibiana Olama            | Guiné Equatorial | 27.82 | 645    |                      | 2543      |

### Salto em distância
| Posição | Atleta                   | Nacionalidade    | #1   | #2   | #3   | Resultados | Pontos | Notas           | Pts total |
| ------- | ------------------------ | ---------------- | ---- | ---- | ---- | ---------- | ------ | --------------- | --------- |
| 1       | Margaret Simpson         | Gana             | 6.12 | 6.06 | 6.00 | 6.12       | 887    |                 | 4384      |
| 2       | Ts'oalei Selloane        | Lesoto           | 5.76 | 5.84 | X    | 5.84       | 801    |                 | 3952      |
| 3       | Janet Wienand            | África do Sul    | 5.57 | 5.75 | 5.83 | 5.83       | 798    | Recorde pessoal | 4087      |
| 4       | Nana Blakime             | Togo             | 5.82 | 5.67 | 5.57 | 5.82       | 795    | =               | 3317      |
| 5       | Sandrine Kangni Thiebaud | Togo             | 5.70 | X    | 5.54 | 5.70       | 759    | Recorde pessoal | 3702      |
| 6       | Patience Okoro           | Nigéria          | X    | 5.51 | 5.58 | 5.58       | 723    |                 | 4000      |
| 7       | Corlia Kruger            | Namíbia          | 5.21 | 5.32 | 5.21 | 5.32       | 648    |                 | 3275      |
| 8       | Margaret Mumbi           | Quênia           | 4.68 | 5.25 | 5.10 | 5.25       | 628    |                 | 2644      |
| 9       | Catherine Kagwiria       | Quênia           | 4.82 | 5.18 | 4.93 | 5.18       | 609    |                 | 2996      |
| 10      | Lydiah Tum Chepkirui     | Quênia           | X    | 5.13 | 4.77 | 5.13       | 595    |                 | 2401      |
| 11      | Nicole Offner            | África do Sul    | 5.02 | 5.12 | X    | 5.12       | 592    |                 | 3125      |
| 12      | Bibiana Olama            | Guiné Equatorial | 4.33 | 4.51 | 4.54 | 4.54       | 438    |                 | 2981      |

### Lançamento de dardo
| Posião | Atleta                   | Nacionalidade    | #1    | #2    | #3    | Resultados | Pontos | Notas                | Pts total |
| ------ | ------------------------ | ---------------- | ----- | ----- | ----- | ---------- | ------ | -------------------- | --------- |
| 1      | Margaret Simpson         | Gana             | 48.48 | 52.18 | 50.08 | 52.18      | 902    | Recorde da temporada | 5286      |
| 2      | Patience Okoro           | Nigéria          | X     | X     | 41.32 | 41.32      | 693    | Recorde pessoal      | 4693      |
| 3      | Nicole Offner            | África do Sul    | 34.34 | 38.17 | 38.67 | 38.67      | 642    |                      | 3767      |
| 4      | Janet Wienand            | África do Sul    | 38.12 | 37.82 | 36.38 | 38.12      | 631    | Recorde pessoal      | 4718      |
| 5      | Ts'oalei Selloane        | Lesoto           | 33.31 | 34.88 | 34.16 | 34.88      | 569    | Recorde da temporada | 4521      |
| 6      | Margaret Mumbi           | Quênia           | X     | 31.45 | 30.32 | 31.45      | 504    |                      | 3148      |
| 7      | Bibiana Olama            | Guiné Equatorial | 30.54 | 31.12 | 28.88 | 31.12      | 498    |                      | 3479      |
| 8      | Sandrine Kangni Thiebaud | Togo             | X     | 25.99 | 28.87 | 28.87      | 455    | Recorde pessoal      | 4157      |
| 9      | Lydiah Tum Chepkirui     | Quênia           | 28.52 | X     | 23.11 | 28.52      | 449    |                      | 2850      |
| 10     | Corlia Kruger            | Namíbia          | 24.12 | 27.35 | 28.24 | 28.24      | 443    |                      | 3718      |
| 11     | Nana Blakime             | Togo             | 25.33 | X     | X     | 25.33      | 389    | Recorde da temporada | 3706      |
| 12     | Catherine Kagwiria       | Quênia           | 21.00 | 15.52 | 19.32 | 21.00      | 307    |                      | 3303      |

### 800 metros
| Posição | Bateria | Atleta                   | Nacionalidade    | Tempo   | Pontos | Notas                |
| ------- | ------- | ------------------------ | ---------------- | ------- | ------ | -------------------- |
| 1       | 1       | Lydiah Tum Chepkirui     | Quênia           | 2:15.40 | 887    |                      |
| 2       | 1       | Catherine Kagwiria       | Quênia           | 2:20.79 | 813    |                      |
| 3       | 2       | Janet Wienand            | África do Sul    | 2:23.12 | 782    | Recorde pessoal      |
| 4       | 2       | Ts'oalei Selloane        | Lesoto           | 2:23.15 | 781    |                      |
| 5       | 2       | Sandrine Kangni Thiebaud | Togo             | 2:24.03 | 770    |                      |
| 6       | 2       | Margaret Simpson         | Gana             | 2:25.88 | 745    |                      |
| 7       | 1       | Margaret Mumbi           | Quênia           | 2:32.19 | 666    |                      |
| 8       | 2       | Corlia Kruger            | Namíbia          | 2:32.72 | 659    |                      |
| 9       | 1       | Bibiana Olama            | Guiné Equatorial | 2:34.75 | 635    |                      |
| 10      | 1       | Nicole Offner            | África do Sul    | 2:40.02 | 573    |                      |
| 11      | 1       | Nana Blakime             | Togo             | 2:45.21 | 515    | Recorde da temporada |
| 12      | 2       | Patience Okoro           | Nigéria          | 2:51.04 | 453    | Recorde da temporada |

## Classificação final
| Colocação         | Atleta                   | Nacionalidade    | 100 m C/B | SA   | AP    | 200 m | SD   | LD    | 800 m   | PG   | Notas                 |
| ----------------- | ------------------------ | ---------------- | --------- | ---- | ----- | ----- | ---- | ----- | ------- | ---- | --------------------- |
| Medalha de ouro   | Margaret Simpson         | Gana             | 13.93     | 1.78 | 12.10 | 24.99 | 6.12 | 52.18 | 2:25.88 | 6031 | Recorde do campeonato |
| Medalha de prata  | Janet Wienand            | África do Sul    | 14.05     | 1.69 | 11.44 | 25.38 | 5.83 | 38.12 | 2:23.12 | 5500 |                       |
| Medalha de bronze | Ts'oalei Selloane        | Lesoto           | 14.89     | 1.75 | 11.12 | 26.24 | 5.84 | 34.88 | 2:23.15 | 5302 |                       |
| 4                 | Patience Okoro           | Nigéria          | 14.65     | 1.69 | 13.09 | 25.81 | 5.58 | 41.32 | 2:51.04 | 5146 | Recorde da temporada  |
| 5                 | Sandrine Kangni Thiebaud | Togo             | 15.06     | 1.57 | 10.55 | 25.49 | 5.70 | 28.87 | 2:24.03 | 4927 |                       |
| 6                 | Corlia Kruger            | Namíbia          | 15.95     | 1.60 | 8.86  | 26.95 | 5.32 | 28.24 | 2:32.72 | 4377 | Recorde nacional      |
| 7                 | Nicole Offner            | África do Sul    | 16.99     | 1.48 | 11.71 | 27.22 | 5.12 | 38.67 | 2:40.02 | 4340 |                       |
| 8                 | Nana Blakime             | Togo             | 15.53     | 1.36 | 10.14 | 26.67 | 5.82 | 25.33 | 2:45.21 | 4221 | Recorde da temporada  |
| 9                 | Catherine Kagwiria       | Quênia           | 16.95     | 1.51 | 8.39  | 26.81 | 5.18 | 21.00 | 2:20.79 | 4116 | Recorde da temporada  |
| 10                | Bibiana Olama            | Guiné Equatorial | 15.95     | 1.48 | 10.75 | 27.82 | 4.54 | 31.12 | 2:34.75 | 4114 | Recorde nacional      |
| 11                | Margaret Mumbi           | Quênia           | 19.30     | 1.42 | 7.94  | 26.73 | 5.25 | 31.45 | 2:32.19 | 3824 | Recorde da temporada  |
| 12                | Lydiah Tum Chepkirui     | Quênia           | 20.76     | 1.39 | 6.83  | 27.42 | 5.13 | 28.52 | 2:15.40 | 3676 | Recorde da temporada  |
| 99 !              | Beatrice Kambole         | Burquina Fasso   | DNS       | –    | –     | –     | –    | –     | –       | DNS  |                       |
| 99 !              | Bonolo Maretele          | Botswana         | DNS       | –    | –     | –     | –    | –     | –       | DNS  |                       |

Legenda
| Recorde mundial       | Recorde mundial (World record)               |                       | Recorde africano                      | Recorde africano (African) |                                           | Q | Classificado por posição (Qualified) |
| Recorde do campeonato | Recorde do campeonato (Championship record)  | Recorde da América    | Recorde da América (Americas)         | q                          | Classificado por melhor tempo (Qualified) |   |                                      |
| Melhor marca do ano   | Melhor marca do ano (World leading)          | Recorde asiático      | Recorde asiático (Asian)              | DNS                        | Não largou (Did not start)                |   |                                      |
| Recorde nacional      | Recorde nacional (National record)           | Recorde europeu       | Recorde europeu (European)            | DNF                        | Não terminou (Did not finish)             |   |                                      |
| Recorde pessoal       | Recorde pessoal do atleta (Personal best)    | Recorde da Oceania    | Recorde da Oceania (Oceania)          | DSQ / DQ                   | Desclassificado (Disqualified)            |   |                                      |
| Recorde da temporada  | Recorde da temporada do atleta (Season best) | Recorde sul-americano | Recorde sul-americano (South America) | NM                         | Sem marca (No mark)                       |   |                                      |